# Institute for Policy Studies
Institute for Policy Studies (IPS), ou Instituto para Estudos Políticos, é um "think tank" americano de esquerda, foi fundado em 1963 e, atualmente, está sediado em Washington, D.C. Ele foi dirigido por John Cavanagh, desde 1998. A organização concentra-se na política externa dos EUA, a política doméstica, direitos humanos, economia internacional, e de segurança nacional.
IPS tem sido descrito como um dos cinco grandes think tanks independentes de Washington.
Membros do IPS desempenharam papéis-chave para os direitos civis e movimentos pela paz dos anos 1960, movimentos feministas e ambientalistas da década de 1970, e pacifistas, anti-apartheid, e movimentos não intervencionistas da década de 80.

## Críticas
Harvey Klehr, professor do departamento de política e história na Universidade de Emory, em seu livro de 1988, Far Left of Center: The American Radical Left Today, disse que o IPS "serve como um centro nervoso intelectual para o movimento radical, com agendas que vão desde o movimento anti-nuclear até não intervencionismo para servirem aos protestos marxistas". Joshua Muravchik, um ex-bolsista do American Enterprise Institute também acusou o instituto de sua simpatia com os comunistas. Uma análise feita pela The Heritage Foundation descreve o IPS como uma "organização assumidamente radical."
Em 1974, o Instituto criou o "Comitê Organizador do Quinto Poder", como parte de seu "Centro de Estudos de Segurança Nacional", que publicou a revista Counter Spy (Contra-espionagem). CounterSpy tem sido objeto de escrutínio por várias fontes, que afirmam que a "cabeça por trás" da revista é Philip Agee (ex-CIA acusado de ser agente cubano/KGB), e cujas divulgações de nomes e endereços de vários funcionários da CIA contribuiu para o assassinato do então Chefe da agência de inteligência lotado na Grécia, Richard S. Welch.
Em seu livro The KGB and Soviet Disinformation: An Insider's View , Ladislav Bittman, um ex-agente da Státní bezpečnost tchecoslovaca que trabalhou em operações de desinformação, afirmou que o IPS foi parte do rede de inteligência soviética. Bittman afirma que o IPS foi um dos vários think tanks de esquerda que atuou como uma agência de propaganda pró-soviética.